# Koba (Korb)

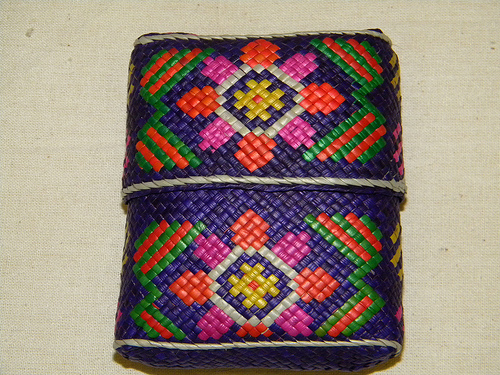
Ein einfacher Koba

Ein Koba  ist ein geflochtener Strohkorb mit Deckel aus Osttimor. Durch verschieden gefärbte Streifen entstehen beim Flechten bunte Muster.

## Verwendung
In Kobas werden Gästen Betelnüsse als Willkommen angeboten. Bei traditionellen Hochzeiten und anderen Zeremonien im Dorf überreicht man in ihm Geschenke, wie Geld, Silber- oder Goldmünzen. Außerdem werden Opfergaben, wie Betelnüsse, Silber- oder Goldmünzen den Göttern in religiösen Zeremonien in Kobas dargeboten. „Koba“ ist die Bezeichnung für den Korb auf Tetum, der Name kann in den verschiedenen Regionen Osttimors variieren, ebenso das Aussehen. In der Gemeinde Cova Lima hat er manchmal die Form eines Uma Lulik, den heiligen Häusern der Region.
Der Name der osttimoresischen Gemeinde Cova Lima leitet sich von „Koba“ ab. Die Region bestand ursprünglich aus einem Bündnis von fünf Reichen, das sich Koba Lima nannte. Durch Verballhornung im Portugiesischen wurde aus „Koba“ „Cova“, was eigentlich „Grube“ bedeutet.

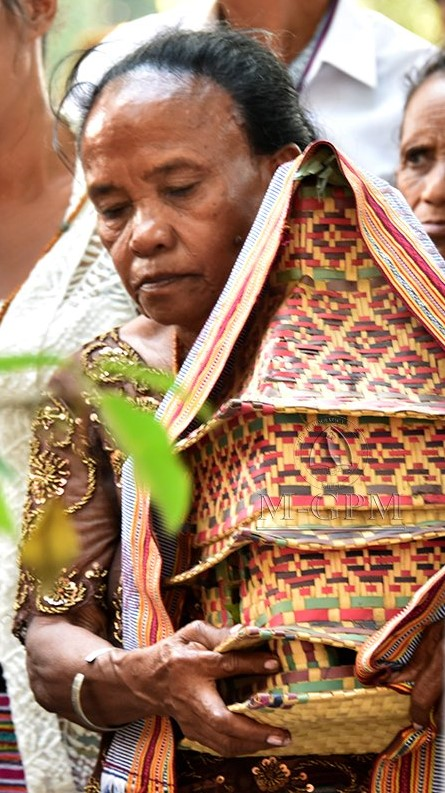
Ein Koba in Form eines heiligen Hauses
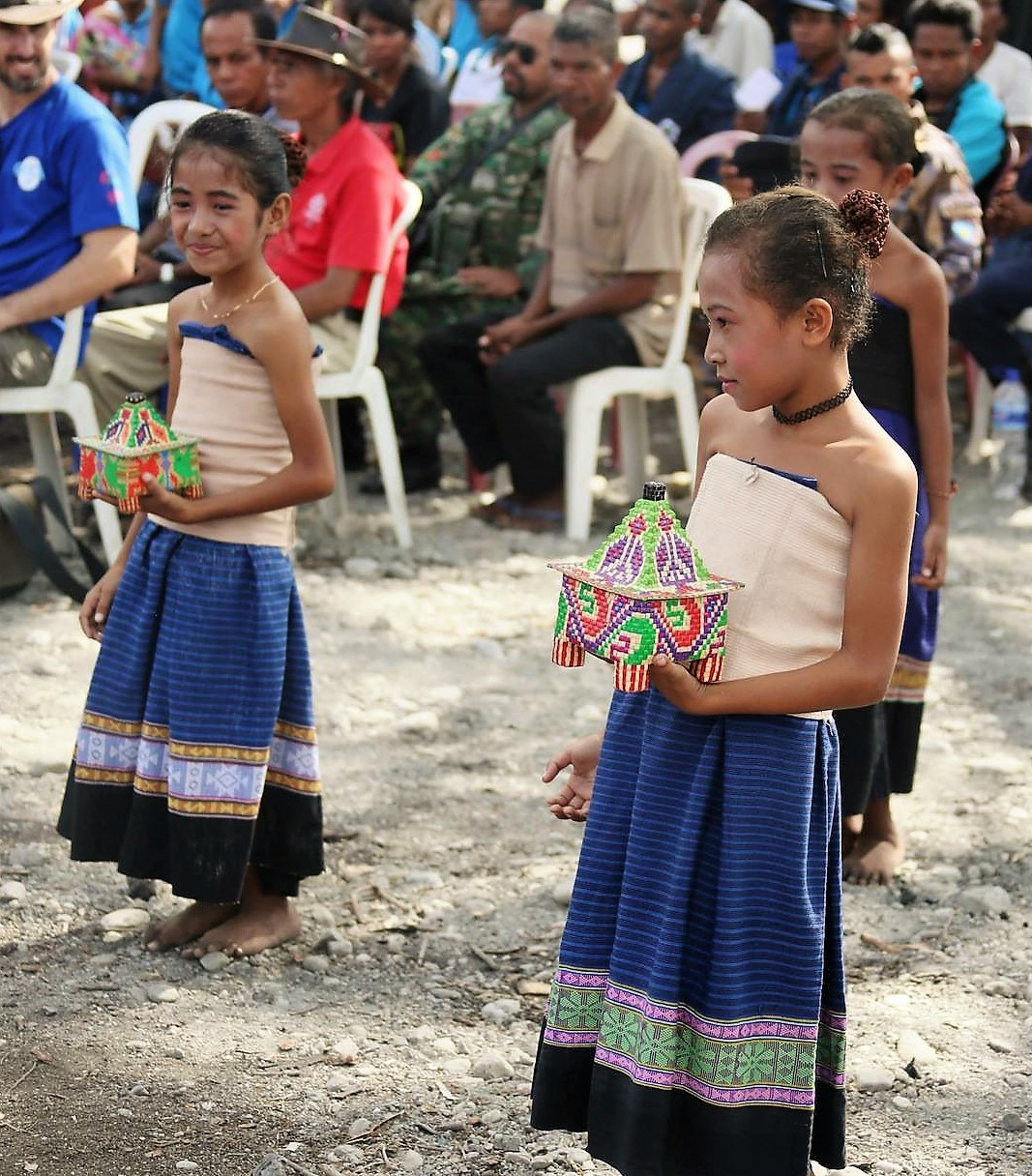
Kinder überreichen Gästen Kobas in Maudemo